# Dasiops discissus
Dasiops discissus är en tvåvingeart som beskrevs av Mcalpine 1964. Dasiops discissus ingår i släktet Dasiops och familjen stjärtflugor. Inga underarter finns listade i Catalogue of Life.